# Jaroslav Jelínek (navigátor)
Jaroslav Jelínek (28. září 1920 České Budějovice – 12. ledna 1943 Biskajský záliv) byl český palubní navigátor 311. československé bombardovací perutě a oběť druhé světové války.

## Život

### Před druhou světovou válkou
Jaroslav Jelínek se narodil 28. září 1920 v Českých Budějovicích v rodině Emanuela Jelínka. Vystudoval vyšší stavební průmyslovku, kde odmaturoval, následně absolvoval jeden semestr na vysoké škole. Poté pracoval jako stavební technik.

### Druhá světová válka
Po německé okupaci v březnu 1939 opustil Jaroslav Jelínek 7. dubna 1940 ilegálně Protektorát Čechy a Morava a přes Maďarsko a Střední východ odešel do Francie, kde byl 1. června 1940 prezentován v Agde u zde vznikající československé zahraniční jednotky a 5. června zařazen k letectvu. Po pádu Francie se evakuoval do Spojeného království, kde byl 24. července přijat do Royal Air Force a zařazen k 312. československé stíhací peruti. Následovala další přeložení a absolvování střeleckého, radistického a navigátorského kurzu. Po jejich dokončení byl zařazen k 311. československé bombardovací peruti jako palubní navigátor. Po prodělání operačního výcviku absolvoval 22. dubna 1942 první operační let, jehož úkolem bylo bombardování přístavu Le Havre. Se svou posádkou poté absolvoval dalších čtyřicet operačních letů. Dne 12. ledna 1943 vystartoval jeho stroj Vickers Wellington Mk.Ic DV799 KX-Z k hlídkovému protiponorkovému letu na Biskajský záliv, během kterého byl v 16.35 hodin sestřelen německým stíhacím letounem Focke-Wulf Fw 190 řízeném Leopoldem Groissem. Těla posádky moře nevyplavilo. Dosáhl hodnosti podporučíka.

## Posmrtná cenění
- V roce 1991 byl Jaroslav Jelínek in memoriam povýšen do hodnosti podplukovníka